# Eriopyga pantostigma
Eriopyga pantostigma là một loài bướm đêm trong họ Noctuidae.